# Blackjack Lanza
John Lanza, meglio conosciuto con il ring name di Blackjack Lanza (Albuquerque, 14 ottobre 1935 – 8 dicembre 2021), è stato un wrestler statunitense.
Assieme a Blackjack Mulligan è stato membro del tag team The Blackjacks, attivo nella American Wrestling Association e nella World Wide Wrestling Federation. È stato inserito nella WWE Hall of Fame nel 2006.

## Carriera
Iniziò la propria carriera nel mondo del wrestling nel 1962. Fece quindi parte della American Wrestling Association (AWA), dove fece coppia con Bobby Duncum e fu assistito dal manager Bobby Heenan. Nel corso di quegli anni si contraddistinse per la sua gimmick da cowboy. Assieme a Duncum vinse i titoli di coppia AWA il 23 luglio 1976.

### I Blackjacks

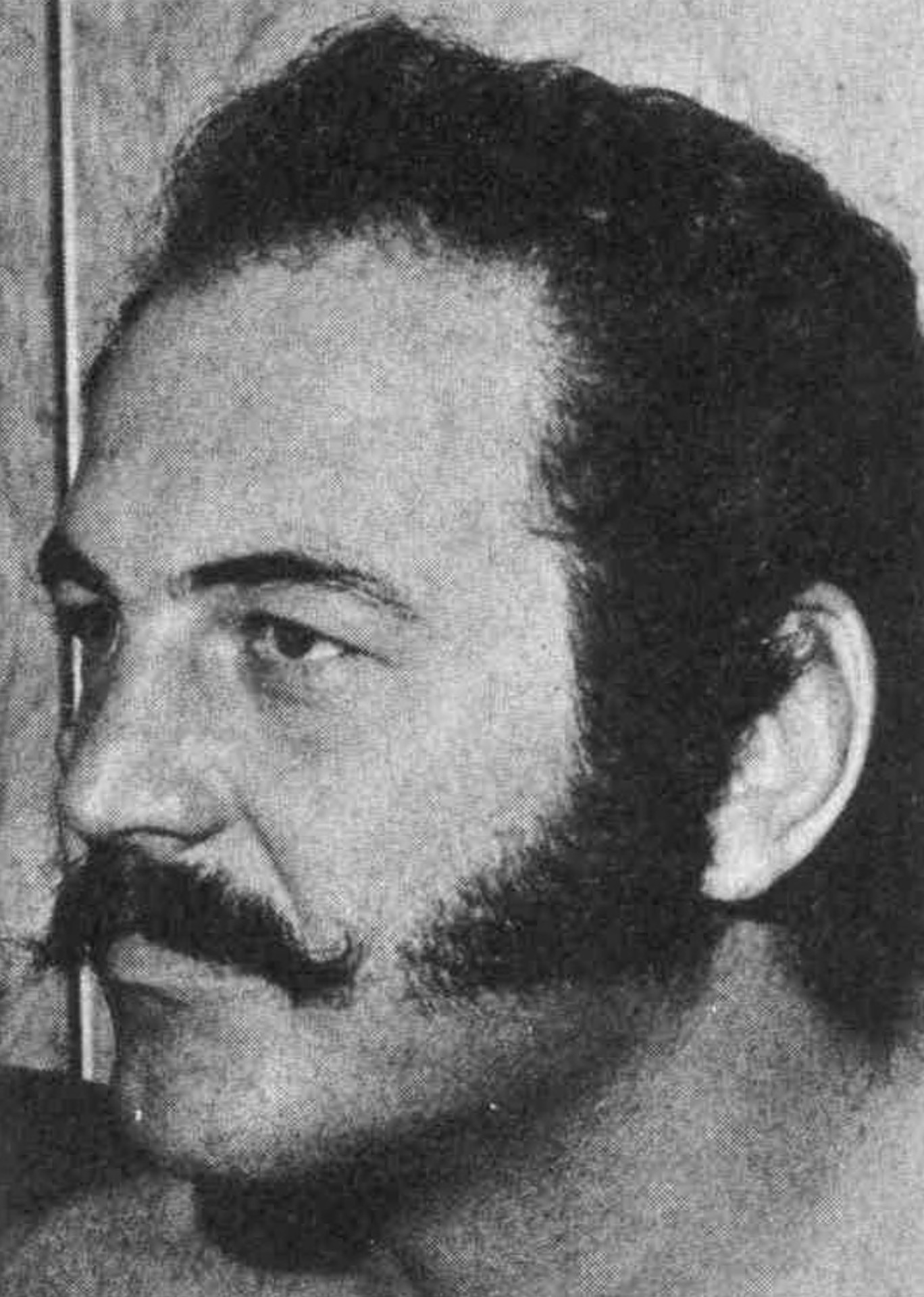
Lanza nel 1973

Negli anni settanta formò il tag team The Blackjacks assieme a Blackjack Mulligan, cambiando a tale scopo il suo ring name in Blackjack Lanza. In quel periodo Lanza era uno dei principali performer della federazione. Bobby Heenan, nel frattempo, rivestì le vesti di manager del duo.
Nel 1975 i Blackjacks passarono alla World Wide Wrestling Federation (WWWF). Il 26 agosto di quell'anno sconfissero Dominic DeNucci e Pat Barrett per i titoli mondiali di coppia WWWF. L'incontro in questione fu un two-out-of-three falls match, dove i Blackjacks furono in grado di ottenere il primo ed il terzo schienamento.
All'arrivo di Lanza in WWWF Vince McMahon gli garantì che avrebbe vinto un titolo da singolo nel giro di poco tempo, cosa che tuttavia non si concretizzò mai.

### Dopo il ritiro
A seguito del proprio ritiro mantenne stretti rapporti con la World Wrestling Federation, tanto che la federazione scelse di ingaggiarlo come road agent.
Nel 2004 indusse il suo manager di lunga data Bobby Heenan nella WWE Hall of Fame. Lo stesso Heenan ricambiò due anni dopo, il 1º aprile 2006, presenziando a sua volta alla cerimonia d'ingresso dei Blackjacks nella prestigiosa istituzione.

## Vita privata
Di origini italoamericane, era zio del wrestler ed ex campione WWE John "Bradshaw" Layfield.

## Personaggio

### Mosse finali
- Clawhold
- Kneeling brainbuster

### Manager
- Bobby Heenan
- Lou Albano

### Soprannomi
- "Cowboy" Jack Lanza

## Titoli e riconoscimenti
- American Wrestling Association
  - AWA World Tag Team Championship (1) – con Bobby Duncum
  - AWA British Empire Heavyweight Championship (1)
- Georgia Championship Wrestling
  - NWA Georgia Television Championship (1)
- NWA Big Time Wrestling
  - NWA American Heavyweight Championship (1)
  - NWA American Tag Team Championship (1) – con Blackjack Mulligan
  - NWA Brass Knuckles Championship (Texas version) (3)
- Professional Wrestling Hall of Fame
  - Classe del 2016[7] - Indotto come membro dei The Blackjacks
- World Wrestling Association
  - WWA World Tag Team Championship (1) – con Blackjack Mulligan
- World Wide Wrestling Federation/Entertainment
  - WWE Hall of Fame (Classe del 2006)
  - WWWF World Tag Team Championship (1) – con Blackjack Mulligan
- Pro Wrestling Illustrated
  - 338º posto nella lista dei migliori 500 wrestler singoli durante i "PWI Years" del 2003.